# صمم
الصمم أو فقد السمع هو عدم القدرة على السمع جزئيًا أو كليًا. قد يكون الصمم خلقيًا يولد به الشخص أو مكتسبًا في أي وقت بالعمر، وقد يحدث في إحدى الأذنين أو كلتيهما، لذلك عادة ما يعاني الصُّم من ضعف السمع أو انعدامه، لكن كثيرًا ما يؤثر فقد السمع المرتبط بالعمر على كلا الأذنين بسبب فقدان الخلايا الشعرية القوقعية، وقد يكون الصمم مؤقتًا أو دائمًا. عند الأطفال يمكن أن تؤثر مشاكل السمع على القدرة على تعلم اللغة المنطوقة، بينما في البالغين يمكن أن تخلق صعوبات في التفاعل الاجتماعي وفي العمل، وفي بعض الأشخاص -خاصةً كبار السن- يمكن أن يؤدي ضعف السمع إلى الشعور بالوحدة.
قد يكون الصمم ناتجًا عن عدد من العوامل تشمل: الوراثة والشيخوخة والتعرض للضوضاء وبعض الالتهابات ومضاعفات الولادة ورضح الأذن وبعض الأدوية أو السموم، ومن الحالات الشائعة التي تؤدي إلى فقدان السمع التهابات الأذن المزمنة. كما قد تتسبب بعض أنواع العدوى أثناء الحمل -مثل الفيروس المضخم للخلايا والزهري والحصبة الألمانية- في الصمم للطفل، يُشخَّص الصمم عندما يكتشف اختبار السمع أن الشخص غير قادر على سماع 25 ديسيبل في أذن واحدة على الأقل. لذلك يوصى بإجراء اختبار ضعف السمع لجميع الأطفال حديثي الولادة. يمكن تصنيف ضعف السمع على أنه خفيف (25 إلى 40 ديسيبل)، أو متوسط (41 إلى 55 ديسيبل)، أو متوسط شديد (56 إلى 70 ديسيبل)، أو شديد (71 إلى 90 ديسيبل)، أو عميق (أكبر من 90 ديسيبل). وهناك ثلاثة أنواع رئيسية للصمم هي: الصمم التوصيلي والصمم الحسي العصبي والصمم المختلط.
يمكن تقليل نسبة الإصابة بالصمم عالميًا إلى النصف من خلال تدابير الصحة العامة، وتتضمن هذه التدابير: التمنيع والرعاية المناسبة أثناء الحمل وتجنب الضوضاء الصاخبة وتجنب أدوية معينة. توصي منظمة الصحة العالمية الشباب بتقليل التعرض للأصوات العالية ومشغلات الصوت الشخصية إلى ساعة يوميًا في محاولة للحد من التعرض للضوضاء. وللتعرف والدعم المبكرَين أهمية كبيرة خاصةً عند الأطفال. كما تعتبر المعينات السمعية ولغة الإشارة وقوقعة الأذن المستزرعة والترجمة السمعية المرئية مفيدة للكثيرين، وتُعد قراءة الشفاه مهارة أخرى مفيدة يطورها البعض. ومع ذلك فإن الوصول إلى المعينات السمعية محدود في العديد من مناطق العالم.
اعتبارًا من عام 2013 يؤثر الصمم إلى حد ما على حوالي 1.1 مليار شخص، ويتسبب في إعاقة حوالي 466 مليون شخص (5% من سكان العالم)، من بينهم 124 مليون شخص بإعاقة متوسطة إلى شديدة. ومن أولئك الذين يعانون من إعاقة متوسطة إلى شديدة يعيش 108 مليون شخص في البلدان المنخفضة والمتوسطة الدخل. كما أن 65 مليونًا من المصابين بالصمم تكون إصابتهم منذ الطفولة. يرى الذين يستخدمون لغة الإشارة وينتمون إلى ثقافة الصم أنفسهم على أنهم لديهم اختلاف وليس إعاقة، لذلك يعارض معظم أعضاء ثقافة الصم محاولات علاج الصمم والبعض داخل هذا المجتمع يقلق بشأن قوقعة الأذن المستزرعة حيث يمكن أن تقضي على ثقافتهم، وغالبًا ما يُنظر إلى مصطلحات ضعف السمع أو فقد السمع بشكل سلبي على أنهما يؤكدان على ما لا يستطيع الناس فعله، على الرغم من أن المصطلحين لا يزالان يُستخدمان بانتظام عند الإشارة إلى الصمم في السياقات الطبية.

## قياسه
يتم فحص قابلية الإنسان على سماع الاصوات بواسطة إسماعه أصواتاً بترددات ومدى
مختلف وتسجيلها على مخطط.

## أنواعه
هناك ثلاث أنواع من الإعاقة الصمم وهي:
1. صمم توصيلي.
2. صمم حسي عصبي.
3. صمم مختلط.

### ضعف السمع التوصيلي
أي نقل الصوت من الخارج (عبر الأذن الخارجية ثم طبلة الأذن ثم عظام الأذن الوسطى) إلى الأذن الداخلية حيث يكون العصب السمعي. إذا كان هذا هو السبب الوحيد فسيكون ضعف السمع بسيطاً إلى متوسط الشدة.
يستطيع الإنسان أن يميز الكلام إذا تحدث الناس بقربه بأصوات عالية.
سبب قلة كفاءة التوصيل هو: انسداد القناة الخارجية أو أمراض الأذن الوسطى.

### ضعف السمع الحسي العصبي
هنا يكون السبب عدم كفاءة الجهاز العصبي السمعي. وقد يكون الصمم بسيطاً أو متوسطاً أو شديداً إلى حد الصمم التام.
السبب الأكبر لهذا النوع هو أن الخلايا ذات الشعيرات التي في جهاز كورتي (بالإنجليزية: Organ of Corti)‏ (جزء من الأذن الداخلية) تكون قد أصابها بعض التلف.

### ضعف سمع مختلط
وهو مزيج بين النوعين السابقين وهو أكثر تعقيدا ويصعب علاجه.

## أسبابه
هناك عدة أسباب للصمم هي:

### التعرض الطويل للضوضاء البيئية
قد يحدث فقدان السمع الناتج عن الضوضاء (بالإنجليزية: Noise-induced hearing loss أو NIHL)‏ عند التعرض المستمر للضوضاء، كمن يعيشون بالقرب من المطارات أو الطرق السريعة.
ومن الأسباب الشائعة للطنين الصوتي حضور الحفلات الموسيقية الصاخبة.

### الوراثة
قد يرث الإنسان ضعف السمع من والديه، وجينات ضعف السمع قد تكون سائدة وقد تكون متنحية.

### الأمراض والأسباب الصحية
توجد عدة أسباب صحية تسبب الصمم، مثل:
- الحصبة
- التهاب السحايا
- أمراض المناعة الذاتية
- النكاف
- الإيدز
- فيروس نقص المناعة البشرية (بالإنجليزية: Human Immunodeficiency Virus أو HIV)‏
- الولادة المبكرة للطفل
- الزهري
- الشيخوخة: قد يضعف السمع مع التقدم في السن (بالإنجليزية: Presbycusis)‏

### الأدوية
هناك أدوية تسبب للأذن أضراراً غير قابلة للعلاج، ولذلك فإن هذه الأدوية محدودة الاستعمال، العائلة الرئيسية لهذه الأدوية هي الأمينوغليكوزيد.
هناك أدوية أخرى تسبب للأذن أضراراً يمكن علاجها، مثل بعض مدرات البول والأسبرين والماكروليد.
بالإضافة إلى ذلك فإن الإفراط في تناول الهيدروكودون (بالإنجليزية: Hydrocodone)‏ يسبب ضعف السمع.

### التعرض للكيماويات السامة
بالإضافة للأدوية، قد ينتج ضعف السمع من بعض الكيماويات السامة (بالإنجليزية: Ototoxic Chemicals)‏ مثل: بعض المخدرات، والمعادن مثل الرصاص، والمذيبات مثل التولوين، ونقص الأكسجين الحاد (بالإنجليزية: Asphyxia)‏.
مضافةً إلى الضوضاء، فإن هذه المسممات قد تساعد على إضعاف السمع.

### الإضرار البدني
- قد تتعرض الأذن نفسها أو مراكز الدماغ المسؤولة عن فهم الإشارات الصوتية لضرر يؤدي إلى ضعف السمع.
- الجروح المستمرة في الرأس تجعل الشخص عرضة لضعف السمع أو طنين، المؤقت أو المستديم.
- التعرض للضوضاء العالية (90 ديسيبل فأكثر، مثل المحركات النفاثة عن قرب) قد تؤدي مع الوقت إلى فقد السماع. كما أن التعرض لضوضاء عالية للغاية (مثل الانفجارات) ولو لمرة واحدة قد يؤدي أيضاً إلى ضعف أو فقدان السمع.

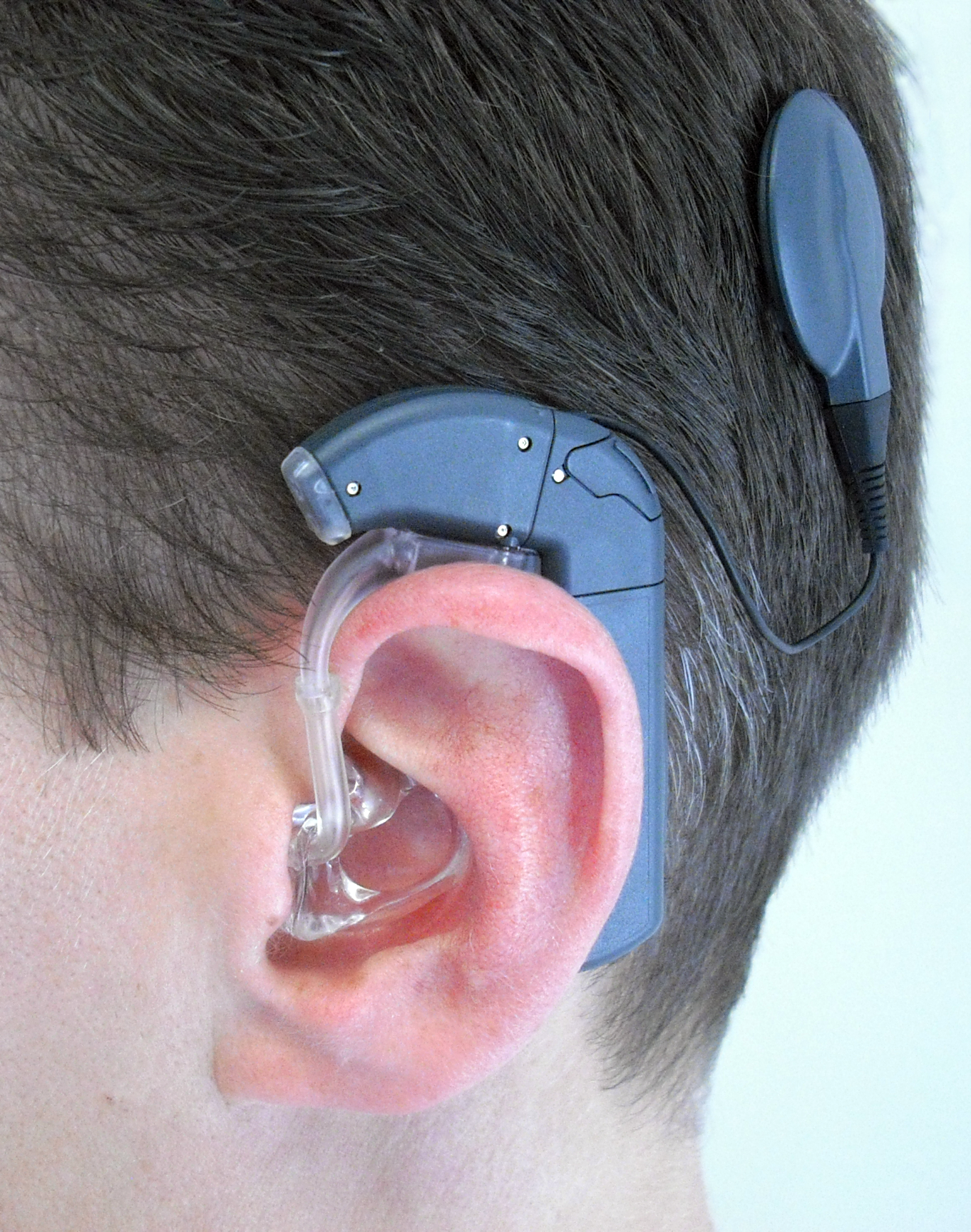
شخص ضعيف السمع يرتدي جهاز المساعدة الصوتية Electric Acoustic Stimulation أو EAS

## التعامل مع ضعف السمع
توجد لضعاف السمع أجهزة مساعدة الصوتية (بالإنجليزية: Electric Acoustic Stimulation أو EAS)‏ تقوم بتكبير الأصوات. وقد تزرع معه أذن صناعية (بيونيك) (بالإنجليزية: Cochlear implant)‏ داخل الدماغ في حالة الصمم التام أو ضعف السمع الشديد وذلك لإنتاج تأثير الأصوات على الأعصاب السمعية مباشرةً.
ويستخدم الصم والبكم لغة الإشارة للاتصال مع الناس والعالم من حولهم.

## تصنيفات

### التصنيف تبعا للسن الذي حدثت فيه الإعاقة
ويعد السن الذي حدثت فيه الإعاقة من المتغيرات الهامة في تحديد الآثار الناجمة عن الإعاقة السمعية، والتطبيقات التربوية المتعلقة بها، فالطفل الذي يصاب بالصمم منذ الولادة لاتتاح له فرصة التعرض لخبرة لغوية، أو لخبرة الأصوات المختلفة في البيئة، بينما إذا حدثت الإصابة عند عمر سنتين أو ثلاثة سنوات فإن الطفل يكون قد خبر الأصوات وتعلم الكلام، وهذا يجعل إمكاناته واحتياجاته في مجال تعلم التواصل مختلفة عن الحالة الأولى، ولا ينطبق ذلك على الإعاقة السمعية البسيطة، وتصنف الإعاقة السمعية تبعا لمرحلة النمو اللغوي إلى:
1- الصمم ما قبل اللغوي:Pre-lingual Deafness
ويشير إلى حالات الصمم التي تحدث منذ الولادة أو في مرحلة سابقة على تطور اللغة والكلام عند الطفل، ويعتقد أن سن 3 سنوات هو السن الفاصل.
2- الصمم بعد اللغوي: Post-lingual Deafness
ويشير إلى حالات الصمم التي تحدث بعد حيث يكون الطفل قد اكتسب مهارة الكلام واللغة.

### التصنيف تبعا للإعاقة السمعية
يقوم هذا التصنيف على تحديد الجزء المصاب من الجهاز السمعي المسبب للإعاقة السمعية، وعلى الرغم من أن هذا التصنيف ذو علاقة فسيولوجيا السمع ويبدو ضمن الاختصاص الطبي، فإن معرفة المعلم لطبيعة الإعاقة السمعية له أهمية في تخطيط البرنامج التربوي. وتقسم الإعاقة السمعية وفقا لذلك إلى ثلاثة أشكال:
1- الفقدان السمعي التوصيلي: Conductive Hearing loss
ويشير إلى الإعاقة السمعية الناتجة عن خلل في الأذن الخارجية أو الأذن الوسطى على نحو يحول دون وصول الموجات الصوتية بشكل طبيعي إلى الأذن الداخلية، وعليه فإن المصاب يجد صعوبة في سماع الأصوات المنخفضة، بينما يواجه صعوبة أقل في سماع الأصوات المرتفعة، وبوجه عام فإن الفقدان السمعي الناتج لا يتجاوز 60 ديسبل.
2- الفقدان السمعي الحس عصبي: Sensorineural Hearing loss
ويشير إلى الإعاقة السمعية الناجمة عن خلل في الأذن الداخلية أو العصب السمعي، فعلى الرغم من أن موجات الصوت تصل إلى الأذن الداخلية إلا أن تحويلها إلى شحنات كهربائية داخل القوقعة قد لا يتم على نحو ملائم، أو أن الخلل يقع في العصب السمعي فلا يتم نقلها إلى الدماغ بشكل تام. والفقدان السمعي الحسي عصبي لا يؤثر فقط على القدرة على سماع الأصوات بل وعلى فهمها أيضا، فالأصوات المسموعة تتعرض إلى تشويه يحول دون فهمها، وفي معظم الأحيان يعاني المصاب من عجز في سماع النغمات العالية. والحالات التي تتجاوز 70 ديسبل هي في العادة حالات فقدان سمعي حس عصبي كما أن استفادة المصاب من السماعات أو تكبير الصوت قليلة.
3- الفقدان السمعي المختلط: Mixed Hearing loss
ويجمع هذا الشكل بين الإعاقة السمعية التوصيلية والإعاقة السمعية الحس عصبية. ولذلك يجب تحديد نوع وطبيعة الإعاقة السمعية لما لذلك من انعكاسات على العملية التربوية.
الفقدان السمعي المركزي:-
وتحدث في حالة وجود خلل يحول دون تحويل الصوت من جذع الدماغ إلى المنطقة السمعية في الدماغ، أو عندما يصاب الجزء المسؤول عن السمع في الدماغ، ويعود سبب هذه الإصابة إلى الأورام أو الجلطات الدماغية أو إلى عوامل ولادية أو مكتسبة. (يوسف القريوتي وآخرون، 2001 : 103 - 107).
المظاهر العامة للإعاقة السمعية:
يسهل على المعلم اكتشاف حالات الصمم، إلا أنه في كثير من الأحيان ليس من السهل الكشف عن حالات الضعف السمعي البسيطة، وفيما يلي قائمة ببعض الأعراض التي يمكن أن تعتبر مؤشرات على احتمال وجود صعوبة سمعية:- (1) الصعوبة في فهم التعليمات وطلب إعادتها. (2) أخطاء في النطق. (3) إدارة الرأس إلى جهة معينة عند الإصغاء للحديث. (4) عدم اتساق نغمة الصوت. (5) الميل للحديث بصوت مرتفع. (6) وضع اليد حول إحدى الأذنين لتحسين القدرة على السمع. (7) الحملقة في وجه المتحدث ومتابعة حركة الشفاه. (8) تفضيل استخدام الإشارات أثناء الحديث. (9) ظهور إفرازات صديدية من الأذن أو احمرار في الصيوان. (10) ضغط الطفل على الأذن أو الشكوى من طنين (رنين) في الأذن.
وإذا لاحظ المعلم أن الطفل يظهر بعض الأعراض السابقة بصورة متكررة فعلية أن يسعى إلى تحويله إلى الطبيب واختصاصي قياس السمع حتى يتسنى له التحقق فيما إذا كان الطفل يعاني من إعاقة سمعية أم لا. وحتى يتم الكشف المبكر عن حالات الضعف السمعي فمن الأهمية بمكان أن يتم فحص جميع الأطفال في المدرسة فحصا سمعيا بسيطا للكشف الأولى عن الحالات المحتملة تمهيدا لتحويلها إلى إجراء تشخيصي أدق. (يوسف القريوتي وآخرون، 2001 : 115 -116).
الخصائص الاجتماعية والنفسية للمعوقين سمعيا:
بفضل صعوبات الاتصال اللفظي الضرورية لإقامة علاقات اجتماعية يلاحظ أن المعوقين سمعيا يحاولون تجنب مواقف التفاعل الاجتماعي في مجموعة، ويميلون إلى مواقف التفاعل التي تتضمن فردا واحدا أو فردين. وبشكل عام يمكن القول أن الأطفال المعوقين سمعيا يميلون إلى العزلة نتيجة لإحساسهم بعدم المشاركة أو الانتماء إلى الأطفال الآخرين، وحتى في ألعابهم يميلون إلى الألعاب الفردية التي لا تتطلب مشاركة مجموعة من التلاميذ، ويمكن أن تسهم هذه الخصائص في تقديم تفسير جزئي لظاهرة نجاح الصم في مختلف المجتمعات، في تجميع أنفسهم في مجموعات وأندية خاصة بهم، وعلاوة على الميل إلى العزلة فإن الدراسات تشير إلى أن النضج الاجتماعي للأشخاص الصم يسير بمعدل أبطأ منه لدى السامعين. ولا يوجد ما يشير إلى أن نسبة شيوع الاضطرابات النفسية بين المعوقين سمعيا أعلى منها لدى العاديين، إلا أن بعض الدراسات تشير إلى أن الأطفال الصم أكثر عرضة للضغوط النفسية والقلق وانخفاض مفهوم الذات، ويلاحظ أيضا أن الأطفال الصم أكثر عرضة لنوبات الغضب، وذلك بفعل الصعوبات التي يواجهونها في التعبير عن مشاعرهم، ولنفس السبب نجد أن الأطفال الصم يعبرون عن غضبهم وإحباطهم بعصبية ويظهرون ميلا أكبر للعدوان الجسدي. (يوسف القريوتي وآخرون، 2001 : 117 -118)
الخصائص اللغوية للمعوقين سمعيا:
يؤكد كل من كوفمان وهالهان Hallahan، Kauffman 1991" " على أن أكبر الآثار السلبية للإعاقة السمعية يظهر أوضح ما يكون في مجال النمو اللغوي معبرا عنه باللغة المنطوقة، ويضيفان أن ذلك ليس بالضرورة صحيحا بالنسبة للغتهم الخاصة سواء أكانت الإشارة الكلية أو أبجدية الأصابع. وعليه فإن المعوقين سمعيا يعانون من تأخر واضح في النمو اللفظي، وتتضح درجة هذا التأخر كلما كانت درجة الإعاقة السمعية أشد، وكلما حدثت الإصابة بالإعاقة السمعية في وقت مبكر، ويعتبر العمر الذي بدأت فيه الإصابة بالإعاقة السمعية عاملا هاما في تحديد درجة التأخر في النمو اللفظي، والأطفال الذين يعانون من صعوبات سمعية منذ الولادة يواجه نموهم اللفظي عجزا واضحا منذ الطفولة المبكرة رغم أنهم يصدرون أصواتا ويبدأن في المناغاة كباقي أقرانهم، إلا أن مراحل النمو اللفظي اللاحقة تتأثر بشكل واضح نتيجة للعوامل الرئيسية التالية:-
```
(1) نتيجة للإعاقة السمعية لا يحصل الطفل على تغذية راجعة مناسبة في مرحلة المناغاة، فالطفل السامع عندما يقوم بالمناغاة يسمع صوته وبذلك يتلقى تغذية راجعة فيداوم على المناغاة، أما الطفل المعوق سمعيا فلا يتحقق له ذلك.
(2) لا يحصل الطفل الصغير على إثارة سمعية كافية أو على تعزيز لفظي من الراشدين، إما بسبب إعاقته السمعية أو بسبب عزوف الراشدين عن تقديم الإثارة السمعية نتيجة لتوقعاتهم السلبية من الطفل أو لكلا العاملين معا.
(3) تحول الإعاقة السمعية دون حصول الطفل على نموذج لغوي مناسب لكي يقوم بتقليده. (يوسف القريوتي وآخرون، 2001 : 120).
```

طرق التواصل: communication
هناك ثلاثة طرق للتواصل هي:
```
(1) الطريقة اللفظية: Oral Communication
```

وتقوم هذه الطريقة في التواصل على تعليم الأطفال ضعاف السمع أو الصم استخدام الكلام كما هو الحال لمن لا يعانون من إعاقة سمعية، وقد بدأت الطريقة اللفظية تكتسب اهتماما أكبر كوسيلة من وسائل الاتصال في تعليم المعوقين سمعيا في منتصف القرن التاسع عشر.
واستخدام الطريقة اللفظية يتضمن تدريب البقايا السمعية عند الطفل وهو ما يعرف بالتدريب السمعي Auditory Training.. إضافة إلى ذلك فإنها تتضمن تعليم الطفل قراءة الكلام Speech Reading ويؤكد على ضرورة استخدام المعينات السمعية:-
```
(أ‌) التدريب السمعي Auditory Training
```

ويقصد به تعليم الطفل المعوق سمعيا لتحقيق الاستفادة القصوى من البقايا السمعية المتوفرة لديه، ويشتمل التدريب السمعي على تدريب الطفل على الإحساس، والوعي بالأصوات المختلفة في البيئة وتمييز أصوات الكلام.
وللتدريب السمعي دور هام في تطوير قدرة الطفل على السمع، وتطوير النمو اللغوي لدى الطفل خاصة إذا ما تم البدء بتقديم التدريب في سن مبكرة، ويفضل أن يستعين المعلم أو الوالدين بالتقنيات الحديثة أثناء تدريبهم للطفل على التدريب السمعي وعدم الاعتماد على السماعة الفردية التي يضعها الطفل. وتمتاز أجهزة التدريب السمعي بأنها توفر للطفل صوتا أكثر نقاء، ومستوى ثابتا من شدة الصوت بغض النظر عن بعد الطفل عن مصدر ذلك الصوت. كما أنه يمكن ضبط هذه الأجهزة والتحكم فيها بما يلائم حاجة الطفل.
```
(ب‌) قراءة الكلام Speech Reading
```

ويشار إلى قراءة الكلام أحيانا بقراءة الشفاه Lip Reading ويقصد بذلك تعليم الطفل المعوق سمعيا على استخدام ملاحظاته البصرية لحركة الشفاه ومخارج الأصوات، بالإضافة إلى بقايا السمع من أجل فهم الكلام الموجة إليه، وهناك أساليب مختلفة لتعليم قراءة الكلام منها الأسلوب التحليلي الذي يقوم على تجزئة الكلمة إلى مقاطع لفظية لتعليم الطفل تمييزها، ومن ثم يجمع بين هذه المقاطع ليميز الكلمة كاملة، وهنالك أسلوب آخر يقوم على تعليم الطفل فهم معنى النص أولا، ومن ثم تمييز الشفتين عند نطق أصوات بعض الحروف، علاوة على أن بعض الحروف (الحروف الحلقية) لا تظهر على الشفتين، فإن البعض يستخدم حركات اليد أمام الوجه لمساعدة قارئي الشفاه لتمييز تلك الأصوات الصعبة ويعرف هذا الأسلوب بأسلوب الكلام المر مز، وبالطبع فإن الطريقة اللفظية لا تقتصر على تعليم الطفل فهم كلام الآخرين، وإنما تعلم الكلام أيضا وعلاج عيوب النطق، وهناك إحدى طرق التدريب على النطق وهي طريقة اللفظ المنغم، وتقوم هذه الطريقة على استخدام الحركات الجسمية خاصة حركات الجزء العلوي من الجسم وتدريبات التنفس المختلفة في التدريب على النطق، ويعتقد أنصار هذه الطريقة بأن الحركات الجسمية المصاحبة للموسيقى تساعد في إخراج الأصوات وإتقانها.
```
(2) الطريقة اليدوية Manual Communication
```

وتشير الطريقة اليدوية في الاتصال إلى استخدام اليدين في التعبير بدلا من النطق اللفظي، وتقسم الطريقة اليدوية إلى الإشارة الكلية وأبجدية الأصابع وغالبا ما يصطلح على الطريقة اليدوية في الاتصال بلغة الإشارة.
في الإشارة الكلية يتم استخدام إشارة محددة بواحدة من اليدين أو كليهما للدلالة على شيء ما، وما من شك أن الإشارات المستخدمة يتم التعارف عليها بعد شيوع استخدامها.
وفي كثير من الحالات يقوم المختصون بجمع هذه الإشارات التي يستخدمها الأشخاص الصم في أماكن سكناهم ومجتمعاتهم المحلية، ومن ثم تنقيح هذه الإشارات وتوثيقها واستخدامها في التعليم على مستوى أوسع، وعليه فإن لغة الإشارة تختلف من قطر إلى آخر، وإن كان هناك درجة من التشابه في بعض الإشارات، وبالنسبة للموضوعات المستجدة في المجتمع كالمستحدثات التكنولوجية فإنه يتم استحداث الإشارات اللازمة من قبل المختصين العاملين في مجال لغة الإشارة.
أما بالنسبة لأبجدية الأصابع فهي عبارة عن استخدام أصابع اليدين في تهجئة الحروف المختلفة وذلك بإعطاء كل حرف شكلا معينا، ويتم التفاهم بين مستخدمي أبجدية الأصابع عن طريق حركات الأصابع وتهجئة الكلمات يدويا بدل نطقها لفظيا.
```
(3) التواصل الكلي Total Communication
```

طريقة التواصل الكلي عبارة عن استخدام أكثر من طريقة من الطرق السابقة معا في الاتصال مع الصم، كما تتضمن أيضا طريقة تنمية البقايا السمعية، وتعتبر طريقة التواصل الكلي من أكثر طرق الاتصال شيوعا في الوقت الحاضر، ويعتبر الكثيرون أن استخدام اللفظ والإشارة معا أثناء الحديث مع الطفل الأصم يساعد في التغلب على الثغرات التي قد تنجم عن استخدام أي منهما بشكل منفرد علاوة على أن هذه الطريقة تستجيب بشكل أفضل للخصائص المتميزة لكل طفل، فالأطفال الذين يتقنون أبجدية الأصابع نستخدم في حديثنا معهم اللفظ وأبجدية الأصابع، بينما نقرن اللفظ بالإشارة الكلية بالنسبة لمن يتقنون الإشارة ولا يتقنون أبجدية الأصابع. (يوسف القريوتي وآخرون،2001 : 128 -132)
ولذلك يتضح أن إعاقة الطفل السمعية ودرجة الإعاقة والعمر الذي حدثت فيه الإعاقة، ومدى توافر الخدمات المختلفة كالتدريب على النطق أو التدريب السمعي أو قواميس لغة الإشارة والوسائل السمعية المعينة تعتبر عوامل هامة في تحديد طريقة التواصل الأكثر مناسبة. وتعتبر طريقة التواصل الكلي هي الطريقة الأكثر مناسبة لمختلف فئات المعوقين سمعيا. فعلاوة على أنها تيسر الاتصال فهي توفر الفرصة للأطفال لتعلم لغة الإشارة من جهة وتنمية قدرتهم اللفظية من جهة أخرى.
وكذلك فإن هذه الطريقة أيضا تجعل المعوق سمعيا أكثر أهلية للنجاح في الاندماج الاجتماعي، إذ أنها تسهم في التغلب على الصعوبات الناجمة عن عدم إتقان العامة للغة الإشارة من جهة والمساعدة في توضيح ما قد يشوب لفظ الطفل الأصم من عيوب وعدم وضوح
المهارات الاجتماعية
تلعب المهارات الاجتماعية دورا مهما في تعزيز الصحة النفسية للأطفال بوجه عام
والأطفال ذوي الاحتياجات الخاصة على وجه الخصوص، كما أن البحث في تنمية
المهارات الاجتماعية للأطفال ذو أهمية خاصة في مجال البحث الإكلينيكي والممارسات المهنية العملية، وذلك من خلال البرامج والإستراتيجيات المعرفية والسلوكية التي تقدم للأطفال في المدارس العادية ومدارس التربية الخاصة.
مفهوم المهارات الاجتماعية :
يشير محمد الشيخ (1985 : 188) أن المهارة الاجتماعية هي إظهار المودة للناس وبذل الجهد لمساعدة الآخرين.
وتشير ماجدة محمد (1986 : 27) إلى أن المهارات الاجتماعية هي قدرة الشخص على إحداث التأثيرات المرغوبة في الآخرين، والقدرة على إقامة تفاعل اجتماعي ناجح معهم ومواصلة هذا التفاعل.
في حين تعرفها ريهام فتحي (2000 : 18) بأنها مهارة الفرد في تحمله مسؤولية الالتزام بالمعايير الاجتماعية السليمة في مواجهة المواقف الصعبة، وتأكيد ذاته والتعبير عنها، وتحقيق التواصل الاجتماعي مع من حوله دون الإحساس بالخوف أو الخجل أو توقع الفشل.
ويعرفها عادل عبد الله (2001 : 6) بأنها عادات وسلوكيات مقبولة اجتماعيا يتدرب عليها الطفل إلى درجة الإتقان والتمكن من خلال التفاعل الاجتماعي الذي يعد بمثابة مشاركة بين الأطفال من خلال مواقف الحياة اليومية التي تفيد في إقامة علاقات مع الآخرين.
وأوضح هاني عتريس (1977) أن المهارات الاجتماعية في إطار الاتصال الشخصي تتكون من العناصر التالية :
```
(1) مهارات الاتصال اللفظي Verbal Communication
```

وتتركز هذه المهارات حول أدب الحديث والحوار وأن تكون أشكال الكلام وصيغ الاتصال اللفظي موافقة ومثيبة للآخرين ويندرج تحتها المهارات التالية :
```
(أ‌) المودة : وهي تنطوي على قبول طرق التفاعل الآخر ومشاعر الدفء تجاهه والحرص على جعل اللقاء ممتعا.
(ب‌) الحفاظ على تقدير الذات لطرق التفاعل : وتعني الحرص على تجنب ما قد يضير بتقدير طرق التفاعل الآخر لذاته أو ما يفقده ماء وجهه.
(ج) تجنب صيغة الإلزام : وتعني ضرورة التخفيف من استخدام صيغة الأمر والمطالب المباشرة والكثيرة.
(د) معرفة كيفية الاعتراض أو قول (لا) بمعنى الحرص على تأكيد نقاط الاتفاق وتجنب مواقع الاختلاف عند التحاور كقول نعم – لكن، أو الاعتراض بإبداء الأسف مصحوبا بإشارات إيجابية غير لفظية كالابتسام مثلا.
(هـ) تهذيب الخطأ فعند تجاوز قاعدة معينة أو التسبب في إحباط الآخرين أو إغضابهم أو الإساءة إليهم – يحاول الفرد إصلاح ذلك الأمر والتخفيف من وقعه من خلال الترضية عن طريق الاعتناء وإبداء الأسف أو ذكر الأعذار أو التبريرات.
(و) تجنب تجاوز القواعد : أي تجنب مقاطعة شخص ما أثناء الحديث معه أو النكات غير المناسبة.
(2) مهارات الاتصال غير اللفظي Non - verbal Communication
```

وتشمل الحيز بين الشخص ويشير إلى المسافة التي تفصل بين طرفي التفاعل ويتخذ أربع صور :
```
(أ‌) حيز العلاقات شديدة الخصوصية. ويتراوح من الالتصاق البدني الكامل إلى مسافة 6-18 بوصة، ويستخدم في النشاطات الأكثر خصوصية. (ب‌) حيز العلاقات الشخصية. ويتراوح مدة قطره من 2-4 قدم، وهي أكثر المسافات التي يستخدمها في الحوار مدعاة للراحة. (ج) الحيز الاجتماعي. وتتراوح مسافته بين 4-12 قدم وهي تفصل بين اثنين يعملان معا أو يعقدان صفقة مالية أو بين الأشخاص في المواقف الاجتماعية. (د) الحيز العام. ويبدأ من 12 قدم فأكثر ويستخدمه المدرسون أو المتحدثون في التجمعات العامة.
```

- خصائص الصوت. ويدخل في ذلك نغمة الصوت ونبراته ومداه ومعدل الكلام
- لغة البدن. فالاتصال بين الشخص يتم من خلال حركات الجسم وإيحاءاته المختلفة كحركات الذراع أو اليد أو الأرجل.
- لغة العيون (التلاحم البصري. شدة التقاء النظرات، إشارات غير لفظية هامة في تحديد كيف نشعر تجاه شخص ما في موقف ما.
- تعبيرات الوجه. فلكل وجه رسائله الفريدة التي هي مؤشرات انفعالية تعكس بوضوح الحالة الداخلية للشخص : كالغضب، الحزن، السعادة، الدهشة، الاشمئزاز والخوف. (هاني عتريس، 1997 : 15-28) كما حدد محمد عبد الرحمن (1998 : 16) مكونات المهارات الاجتماعية وفقا لمقياس ماتسون وآخرون للمهارات الاجتماعية للصغار وذلك على النحو التالي :
```
(1) المبادأة بالتفاعل : وتعني قدرة الطفل على بدء التعامل من جانبه مع الأطفال الآخرين لفظيا أو سلوكيا، كالتعرف عليهم أو مد يد العون أو زيارتهم أو تخفيف آلامهم أو إضحاكهم.
(2) التعبير عن المشاعر السلبية : وتعني قدرة الطفل على التعبير عن مشاعره لفظيا أو سلوكيا كاستجابة مباشرة لأنشطة وممارسات الأطفال الآخرين التي لا تروق له.
(3) الضبط الاجتماعي الانفعالي : وتعني قدرة الطفل على التروي وضبط انفعالاته في مواقف التفاعل مع الأطفال الآخرين، وذلك في سبيل الحفاظ على روابطه الاجتماعية
(4) التعبير عن المشاعر الإيجابية : وتعني قدرة الطفل على إقامة علاقات اجتماعية ناجحة من خلال التعبير عن الرضا عن الآخرين ومجاملتهم ومشاركتهم الحديث واللعب وكل ما يحقق الفائدة للطفل ولمن يتعامل معه.
```

ومع هذا فإن معظم الباحثين يرون أن برامج التدريب على المهارات الاجتماعية لا تخرج في معظمها عن : التعليمات ولعب الدور، والتغذية المرتدة والتدعيم والنمذجة وأخيرا الممارسة.
```
(1) التعليمات : وتتضمن تلك التعليمات وصفا للاستجابات المناسبة وكيفية أدائها، ويجب أن تكون التعليمات محدده ودقيقة.
(2) النمذجة : وهي إتاحة نموذج سلوكي مباشر (شخصي) أو ضمني (تخيلي) للمتدرب، حيث يكون الهدف هو توصيل معلومات حول النموذج السلوكي المعروض للمتدرب بقصد إحداث تغيير باقي سلوكه.
(3) لعب الدور : ويتمثل في قيام الفرد بتمثيل الدور الذي يصعب القيام به في الواقع الفعلي قد يجعله أكثر ألفة به، ومن ثم اعتياداً عليه وأقل تهيبا من أدائه فيما بعد في مواقف طبيعية، وأكثر وعيا بأوجه الصعوبة التي يخبرها فيها، ومن ثم يعمل على تجنبها فضلا عن أنه يمكنه من إجراء بيان عملي «بروفة» على السلوك قبل تنفيذه، وهو ما يتيح له الفرصة للنقد الذاتي وتلقي نقد الآخرين وتقييمهم لأدائه بصورة موضوعية لن تتاح له في الواقع الذي قد تكلف الأخطاء فيه زمنا باهظا يدفعه الفرد خصما من رصيد توافقه النفسي وعلاقاته الشخصية.
(4) التغذية المرتدة والتدعيم : وتعني تقييم أداء العميل للمهارة وإرشاده إلى نقاط ضعف أو قوة الأداء، مع تقديم التدعيم الاجتماعي للأداء الجيد وهذه المدعمات قد تكون : تشجيعا، ثناء، امتداحا، مكافآت، اشتراك في أنشطة ترويحية، وقد يكون التدعيم الإيجابي ببونات التدعيم.
```

وقد يكون مصدر التدعيم داخليا وقد يكون في هذه الحالة أكبر أثرا حينئذ من التدعيم الخارجي من الآخرين، كأن يوجه عبارة معينة لنفسه أو يعد نفسه بمكافأة عينية. ومن المتوقع أن يصبح التدعيم أكثر تأثيرا حين تتوافر فيه شروط معينة كأن يصدر عقب فترة قصيرة من صدور الاستجابة ويلي حاجات ورغبات المتدرب ويكون متنوعا وغير متوقع ويتناسب طرديا مع حجم التقدم المنظور.
```
(5) الممارسة : وتقصد بها قيام العميل بممارسة المهارة التي تعلمها خارج الجلسات في الحياة الواقعية حتى يتحسن أداؤه لها مع متابعته في الجلسات التالية. ولذلك ففي نهاية كل جلسة يعطى العميل واجبا منزليا محددا يقوم فيه بممارسة المهارات التي تعلمها وتكون هذه الواجبات متدرجة الصعوبة بحيث تكون سهلة في البداية. لأن النجاح سيزيد من ثقته بنفسه وقدرته على النجاح لاحقا. (إيمان الكاشف، هشام عبد الله، 2007 : 37-41)
```

المهارات الاجتماعية لدى ذوي الإعاقة السمعية :
لقد وجد «ريفيش وروثروك» أن فئات المشكلات السلوكية التي أبداها الأطفال الصم كانت متشابهة جدا لفئات المشكلات السلوكيـة التي وجـدت عند أفراد مرضى آخـريـن (مشكلات السلوك) مشكلات الشخصية، عدم النضج، عدم الكفاية، وعلى أية حال فقد تم اكتشاف مجالين آخرين للمشكلات السلوكية يعتقد أنهما فريدان بالنسبة لمجتمع الصم – هما : (1) مشكلات الانعزال وتشمل : الانسحابية، السلوكية غير العاطفية والسلوكيات السلبية. (2) مشكلات الاتصال وتشمل : سلوكيات إرسال وتسلم الرسائل وقد أصبح من المسلم به أن نقص المهارات الاجتماعية يمثل إشكالية عند الأطفال الصم.
وقد ظهرت مجموعة كبيرة من الدراسات توضح بدرجة كبيرة طبيعة ومدى نقص المهارات لدى الصم تفيد معظمها أنه يوجد لديهم نقص في العلاقات البين شخصية الذي ينعكس على انعدام التوافق الناجح في المجتمع حيث يؤدي ضعف القدرة على التواصل والتفاعل الاجتماعي عند المعاق سمعيا يحاول تجنب مواقف التفاعل الاجتماعي التي تتضمن فردا واحدا أو اثنين على الأكثر. كما أظهرت الدراسات أن درجة وشدة الإعاقة تؤدي إلى ازدياد التباعد لدى الأصم، ولذلك غالبا ما يندمج المعاقون سمعيا مع بعضهم البعض كجماعة ذات مهارات اجتماعية واحدة، ولديها خصائص تفاعل اجتماعي متقاربة، بينما يكون الأصم بالنسبة لأقرانه من العاديين أكثر نزوعا للانسحاب وميلا للعزلة والانطواء مما يؤدى إلى تأخر نضجه النفسي والاجتماعي، وأيضا إلى الشعور بنقص شديد في تقدير لذاته والقدرة على التعبير عن نفسه، مما يولد لديه العديد من السمات والخصائص غير المرغوبة مثل الحساسية المفرطة لردود فعل الآخرين والشك في أي تصرف منهم، الشعور بالخوف والفشل وسرعة الاستثارة والعصبية.(إيمان كاشف، 2004 : 78)
دور الأسرة في تنمية المهارات الاجتماعية :
بما أن الأسرة أكثر المؤسسات التصاقا بالفرد، فإن أسلوب التنشئة فيها يساعد على ارتقاء مهاراته، إذا سار في الوجهة التي تدعم السلوك الاجتماعي المناسب.
وإن العمل على جذب اهتمام الطفل والاقتراب منه بمودة واكتسابه كصديق والاعتراف به كشخص له أهميته، سوف يؤثر في بنائه النفسي إلى حد كبير، وإذا نجحنا في تحقيق هذا الشعور فمن الممكن تنشيط دوافعه واكتسابه كصديق بدلا من عزلته وانطوائه، وقد تدفعه عمليه العزلة المفروضة عليه إلى حقده على الآخرين الذين يستطيعون
طرق الوقاية من الإعاقة السمعية :
أشارت منظمة الصحة العالمية إلى ثلاث مستويات من الوقاية من الإعاقة السمعية وهي: المستوى الأول:
ويهدف إلى إزالة العوامل التي أدت لحدوث الإعاقة السمعية وهي:
1) التطعيم ضد الحصبة الألمانية وضمان حصول المرأة على الطعون قبل الحمل.
2) الكشف عن حالات عدم توافق الدم عند الخطيبين (RH).
3) عدم تناول الأم الحامل لأية أدوية دون استشارة الطبيب.
4) الحد من زواج الأقارب.
5) رعاية الأم الحامل.
المستوى الثاني:
ويهدف للتدخل المبكر لمنع المضاعفات الناتجة عن العوامل المسببة لحالة الخلل أو الإعاقة ويتمثل ذلك فيما يلي:
1- تقديم العلاج الطبي اللازم للحالات التي يكتشف الإصابة لديها في الجهاز السمعي ويمكن علاجها.
2- الكشف المبكر عن حالات الصعوبة السمعية.
3- تقديم المعينات السمعية المناسبة لمحتاجيها.
المستوى الثالث:
ويهدف لمنع حدوث مضاعفات محتملة لحالة العجز وهي مثل:
1- توفير خدمات التربية الخاصة وتوفير فرص العمل للمعوقين سمعياً.
2- إعفاء الأجهزة الخاصة بالصم من الرسوم الجمركية.
3- إقامة دورات مجانية لتعليم لغة الإشارة لأسر ذوي الإعاقة السمعية وأبناء المجتمع حتى يمكن تسهيل فرص الاتصال والتفاعل الاجتماعي لذوي الإعاقة السمعية.
4- توفير أنشطة مختلفة على جميع المستويات ويكون لذوي الإعاقة السمعية حق الاشتراك فيها من خلال : النوادي مع الأفراد عادي السمع للحيلولة دون عزلهم اجتماعياً.
5- تخصيص عدد من المواطنين بالدوائر الحكومية والقطاع العام لتقديم الخدمات الخاصة بذوي الإعاقة السمعية.
6- العمل على بقاء المواطنين ذوي الإعاقة السمعية على دراية بجميع الأحداث المحلية والعالمية من خلال تلخيص يبث لهم عن تلك الأحداث بلغة الإشارة.